# Rédey Tivadar

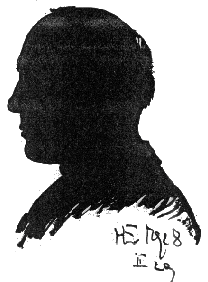
Hoffmann Edith róla készített árnyrajza (1928)

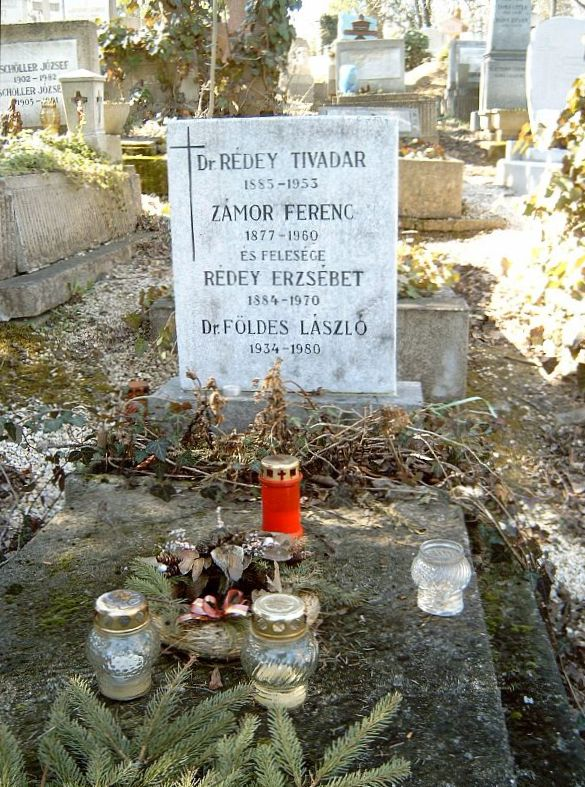
Földes László, Rédey Tivadar, Zámor Ferenc és felesége, Rédey Erzsébet sírja Budapesten. Farkasréti temető: 21/2-1-78.

Rédey Tivadar (Budapest, 1885. június 18. – Budapest, 1953. január 25.) könyvtáros, színház- és irodalomtörténész, az Országos Széchényi Könyvtár főigazgató-helyettese, a Magyar Tudományos Akadémia és a Kisfaludy Társaság tagja.

## Pályája
Id. Rédey Tivadar (1855–1887) építész és Korniss Flóra házasságából született. A Budapesti Tudományegyetemen együtt tanult Babits Mihállyal, akihez a gyermekkorból származó és életre szóló barátság fűzte. Doktori disszertációját Péterfy Jenőről írta, ez a munkája 1910-ben jelent meg. Ifjú éveiben költeményeivel is magára vonta a figyelmet. 1911-ben gyakornok lett a Magyar Nemzeti Múzeumban. Ott ismerkedett meg későbbi feleségével, Hoffmann Máriával. (Felesége Rédey Mária néven publikált, Kassainé ifjasszony címmel Jászai Mari életrajzát is megírta.) 1917. december 6-án Budapesten, a Terézvárosban kötöttek házasságot.
Az első világháború után feleségével és sógornőjével, Hoffmann Edith (1888–1945) művészettörténésszel Pestről Budára, a Buday László utcába költözött. Lakásuk az irodalmi és a művészeti élet képviselőinek egyik találkozóhelye lett. 1922-ben Petőfi-, 1925-ben Jókai-kiállítást rendezett a Magyar Nemzeti Múzeumban; 1929-ben a múzeum hírlaposztályának vezetője, 1935-ben pedig a múzeum helyettes főigazgatója lett.
A Napkelet című folyóirat kritikai rovatát vezette, de a Nyugatban is megjelentek írásai. 1925-től 1929-ig szerkesztette a Magyar Könyvszemlét; kritikái, könyvismertetőit a Budapesti Szemle, a Magyar Élet, a Szivárvány című lapok is közölték. A Kisfaludy Társaság 1934-ben választotta tagjai sorába, 1938-ban a Magyar Tudományos Akadémia levelező tagjának választották. 1941-ben a Vajda János Társaság elnöke, 1942-ben a Kisfaludy Társaság titkára lett.
A második világháború után, 1945-ben az Országos Széchényi Könyvtárból nyugdíjazták. 1947-ben a Magyar Tudományos Akadémia rendes tagjának választotta, de két évvel később az akadémia Széptudományi szakosztályát feloszlatták, és így Rédey Tivadar akadémiai tagsága megszűnt. Ugyanebben az évben meghalt felesége, ezután visszavonultan élt. Az Országos Színészképző Iskolában még egy darabig színháztörténetet tanított, de hamarosan innen is nyugdíjazták. Akadémiai tagságát – több korábbi akadémikuséval együtt – 1989-ben visszaállították.
Mint Péterfy Jenő és Riedl Frigyes követője indult el kritikusi pályáján. Tanulmányai elegáns kidolgozású írásművek. Néhol szubjektív megállapításokat is tett, megvoltak a kedvelt írói, de elismerését mindig alapos indoklással támasztotta alá. Kritikai érdeklődése sokoldalú volt, szárazabb tudományos tárgyakat is esszészerűen dolgozott fel. A Napkelet köréhez tartozó színikritikusok között vezéri szerepre emelkedett. Bírálataiban újszerűek voltak színészi szerepelemzései, a szerepelmélet és a játékgyakorlat művészi követelményeit szigorúan vette. A nézők és a színészek egyaránt sokat tanulhattak kritikáiból.

## Munkái
- Péterfy Jenő; Budapest, 1909.
- Prizma. Versek; Budapest, 1912.
- Kritikai dolgozatok és vázlatok; Budapest, 1931.
- A fővárosi sajtó szerepe a magyar irodalomban; Budapest, 1932.
- A Nemzeti Színház története. Az első félszázad; Egyetemi Ny., Budapest, 1937.
- Hat év magyar színművészete. Jelentés az 1939. évi Greguss-jutalom tárgyában; Franklin Ny., Budapest, 1940.
- Ódry Árpád; Budapest, 1942.